# 三星Galaxy Z Fold 5
三星Galaxy Z Fold 5（英語：Samsung Galaxy Z Fold 5）是一款由三星電子設計、生產、銷售和製造的可摺疊式智慧型手機，在2023年7月26日的Galaxy Unpacked與三星Galaxy Z Flip 5一同發布（此次Galaxy Unpacked活動首次在韓國舉行），是Galaxy Z Fold 4的繼承產品。於2023年8月11日開始發售。     

## 規格
三星Galaxy Z Fold 5的處理器使用高通驍龍8 Gen 2 for Galaxy，外螢幕和機背使用康寧大猩猩玻璃Victus+，而內螢幕為三星的超薄柔性玻璃。轉軸由三星Galaxy Z Fold 4的U型絞鏈更換成水滴型絞鏈，摺疊時無空隙。具有IPX8防水防護等級，機身由Armor鋁合金製成。
三星 Galaxy Z Fold 5有雪霧白、冰霧藍、幻影黑、星辰灰、藍色等5種顏色可供選擇，其中星辰灰和藍色為線上商城限定色，此次也為臺灣市場首度引入線上商城限定色（僅有星辰灰搭配12GB+256GB容量）。
| 顏色 | 名稱   |
| ---- | ------ |
|      | 雪霧白 |
|      | 冰霧藍 |
|      | 幻影黑 |
|      | 星辰灰 |
|      | 藍色   |

### 硬體
三星 Galaxy Z Fold 5具有6.2吋的外螢幕和7.6吋的內螢幕，均為Dynamic AMOLED 2X螢幕，具有120Hz的可變更新率，支援S Pen Pro和S Pen Fold Edition。

### 容量
三星Galaxy Z Fold 5具有12GB的隨機存取記憶體，以及256GB、512GB或1TB的儲存空間，不支援micro-SD卡擴充容量。

### 電池
三星Galaxy Z Fold 5具有4400mAh的鋰離子聚合物電池，採用雙電池模組設計。有線充電最高為25W，而無線充電最高為15 W，也支援利用自身電量為其他裝置進行4.5W的反向充電。

### 相機
三星Galaxy Z Fold 5配備3個後置鏡頭，分別為5000萬像素的廣角鏡頭、1200萬像素的超廣角鏡頭和1000萬像素的長焦鏡頭。外螢幕具有1000萬像素的挖孔鏡頭，而內螢幕則是400萬像素的螢幕下鏡頭。

### 軟體
三星Galaxy Z Fold 5預載基於Android 13的One UI 5.1.1，目前可透過官方更新至Android 14的One UI 6.1，且可使用Galaxy AI之功能。

## 外部連結
- 官方网站